# 麥可·史維納
麥可·史維納（英語：Michael Henry Schwerner，1939年11月6日—1964年7月21日），是三位在美国密西西比州被三K黨殺害的種族平等協會（CORE）工作人員之一。由於其推廣非洲裔美國人投票登記等公民權工作而被三K黨殺害。另外兩位被殺害的志工為安德魯‧古德曼(Andrew Goodman（页面存档备份，存于）)以及詹姆斯‧錢尼 (James Earl Chaney（页面存档备份，存于）)。 
2014年，由巴拉克‧歐巴馬總統(Barack Obama（页面存档备份，存于）)頒發總統自由勳章(Presidential Medal of Freedom（页面存档备份，存于）)。